# UFC 300
UFC 300: Pereira vs. Hill è stato un evento di arti marziali miste tenuto dalla Ultimate Fighting Championship il 13 aprile 2024 al T-Mobile Arena di Las Vegas, negli Stati Uniti.

## Risultati
|                                        | Divisione             |                     |                 |                  | Metodo                                      | Round           | Tempo           | Premio          |
| Card Principale                        | Card Principale       | Card Principale     | Card Principale | Card Principale  | Card Principale                             | Card Principale | Card Principale | Card Principale |
| -------------------------------------- | --------------------- | ------------------- | --------------- | ---------------- | ------------------------------------------- | --------------- | --------------- | --------------- |
| Sfida valida per il titolo di campione | Pesi mediomassimi     | Alex Pereira (c)    | batte           | Jamahal Hill     | KO (pugni)                                  | 1               | 3:14            |                 |
| Sfida valida per il titolo di campione | Pesi paglia femminili | Zhang Weili (c)     | batte           | Yan Xiaonan      | Decisione unanime (49–45, 49–45, 49–45)     | 5               | 5:00            |                 |
|                                        | Pesi leggeri          | Max Holloway        | batte           | Justin Gaethje   | KO (pugno)                                  | 5               | 4:59            | FOTN, POTN      |
|                                        | Pesi leggeri          | Arman Tsarukyan     | batte           | Charles Oliveira | Decisione non unanime (28–29, 29–28, 29–28) | 3               | 5:00            |                 |
|                                        | Pesi medi             | Bo Nickal           | batte           | Cody Brundage    | Sottomissione (rear-naked choke)            | 2               | 3:38            |                 |
| Card Preliminare                       |                       |                     |                 |                  |                                             |                 |                 |                 |
|                                        | Pesi mediomassimi     | Jiří Procházka      | batte           | Aleksandar Rakić | KO tecnico (pugni)                          | 2               | 3:17            | POTN            |
|                                        | Pesi piuma            | Aljamain Sterling   | batte           | Calvin Kattar    | Decisione unanime (30–27, 30–27, 30–27)     | 3               | 5:00            |                 |
|                                        | Pesi gallo femminili  | Kayla Harrison      | batte           | Holly Holm       | Sottomissione (rear-naked choke)            | 2               | 1:47            |                 |
|                                        | Pesi piuma            | Diego Lopes         | batte           | Sodiq Yusuff     | KO tecnico (pugni)                          | 1               | 1:29            |                 |
|                                        | Pesi leggeri          | Renato Moicano      | batte           | Jalin Turner     | KO tecnico (gomitate e pugni)               | 2               | 4:11            |                 |
|                                        | Pesi paglia femminili | Jéssica Andrade     | batte           | Marina Rodriguez | Decisione non unanime (28–29, 29–28, 29–28) | 3               | 5:00            |                 |
|                                        | Pesi leggeri          | Bobby Green         | batte           | Jim Miller       | Decisione unanime (30–27, 30–25, 29–26)     | 3               | 5:00            |                 |
|                                        | Pesi gallo            | Deiveson Figueiredo | batte           | Cody Garbrandt   | Sottomissione (rear-naked choke)            | 2               | 4:02            |                 |

## Premi
I lottatori premiati ricevettero un bonus di 300.000 dollari.
Legenda:
- FOTN: Fight of the Night (vengono premiati entrambi gli atleti per il miglior incontro dell'evento)
- POTN: Performance of the Night (viene premiato il vincitore per la migliore performance dell'evento)